# You Are My High
Singles par Demon
Regulate
(2000)
You Are My High est une chanson du musicien house français Demon sortie en 2000 sous la major Sony. 
La chanson est créditée Heartbreaker et Demon, mais Demon révèle en 2018 qu'Heartbreaker n'existait pas. Le morceau est construit à partir d'un sample du morceau "You Are My High" du groupe américain The Gap Band. 
Le single se classe dans 4 hit-parades de pays différents : en France, en Suisse, aux Pays-Bas et en Belgique (Flandre et Wallonie).

## Clip vidéo
Le clip musical représente un homme et une femme qui s'embrassent pendant toute la longueur du clip soit environ 2 minutes 30. La femme est jouée par Draghixa Laurent,.

## Liste des pistes
CD-Maxi 2000
1. You Are My High - 3:47
2. You Are My High (Extended Version) - 5:28

## Classement par pays
| Classement (2000)                       | Meilleure position |
| --------------------------------------- | ------------------ |
| Suisse (Schweizer Hitparade)            | 49                 |
| France (SNEP)                           | 16                 |
| Pays-Bas (Nederlandse Top 40)           | 81                 |
| Belgique (Flandre Ultratop 50 Singles)  | 32                 |
| Belgique (Wallonie Ultratop 50 Singles) | 13                 |

## Cinéma
La chanson est utilisée dans le film français Play (2019) ainsi que dans sa bande-annonce.